# Geoffroy Lequatre
Geoffroy Lequatre (Pithiviers, 30 giugno 1981) è un ex ciclista su strada francese, professionista dal 2004 al 2013.

## Palmarès

### Strada
- 2002 (Crédit Agricole Espoirs, una vittoria)

Grand Prix de la ville de Pérenchies
- 2008 (Agritubel, una vittoria)

Classifica generale Tour of Britain

## Piazzamenti

### Grandi Giri
- Tour de France

2007: non partito (6ª tappa)
2008: 84º
2009: 61º
- Vuelta a España

2006: 103º
2007: 98º
2011: 109º

### Classiche monumento
- Milano-Sanremo

2010: 14º
2011: 49º
- Giro delle Fiandre

2005: ritirato
2010: 80º
2011: 93º
- Parigi-Roubaix

2004: ritirato
2005: fuori tempo massimo
2006: ritirato
2008: 82º
2010: fuori tempo massimo
- Liegi-Bastogne-Liegi

2009: ritirato

### Competizioni mondiali
- Campionato del mondo su strada

Zolder 2002 - In linea Under-23: 5º
Varese 2008 - In linea Elite: 71º

### Competizioni europee
- Campionati europei

Bergamo 2002 - In linea Under-23: 8º